# Éducation à Saint-Martin (Antilles françaises)
L’Éducation à Saint-Martin (Antilles françaises) concerne l'organisation de la scolarité des enfants et adolescents étudiant dans des établissements de l'enseignement primaire ou secondaire sur la partie française de l’île de Saint-Martin, aux Antilles. Elle est organisée de la même manière que sur l'ensemble du territoire français.

## Administration de l'enseignement
Saint-Martin (de même que Saint-Barthélemy) dépend de l'Académie de la Guadeloupe dont le rectorat est situé aux Abymes. L'inspection académique se trouve à Marigot.
Aucun des établissements privés de l'île n'est sous contrat avec l’État français. Ils sont régis par l'Article L151-1, par les articles suivants, et par le Titre IV du Livre IV du Code de l’Éducation de la République Française.

## Enseignement primaire
|                     | Écoles maternelles               | Écoles primaires            |
| Enseignement public | Ecole maternelle Jérôme Beaupère | École primaire Aline Hanson |
| Enseignement privé  |                                  |                             |

|                     | Écoles maternelles                      | Écoles primaires            |
| Enseignement public | École Evelina Halley                    | École primaire Nina Duverly |
| Enseignement privé  | École maternelle Chez Elmer, à Galisbay |                             |

|                     | Écoles maternelles | Écoles primaires                                                                       |
| Enseignement public | École maternelle Simeone Trott École maternelle Maman Poule                                                                            | École élémentaire Marie-Amélie Leydet École Hervé Williams École primaire Émile Choisy |
| Enseignement privé  | École maternelle La Coccinelle École maternelle Les petits palmiers École maternelle Les Sapotilles École maternelle L'île aux enfants | École primaire Jean Rostand                                                            |

|                     | Écoles maternelles | Écoles primaires                   |
| Enseignement public |                    |                                    |
| Enseignement privé  |                    | École primaire Jean de la Fontaine |

|                     | Écoles maternelles         | Écoles primaires                         |
| Enseignement public |                            | École primaire Marie-Antoinette Richards |
| Enseignement privé  | École maternelle Mandarine | École primaire La mangouste, à Colombier |

|                     | Écoles maternelles                | Écoles primaires                                                             |
| Enseignement public | Ecole maternelle Ghislaine Rogers | École élémentaire Elie Gibs                                                  |
| Enseignement privé  |                                   | École primaire Alphonse de Lamartine École primaire En couleurs, à la Savane |

|                     | Écoles maternelles | Écoles primaires             |
| Enseignement public |                    | École primaire de Cul-de-Sac |
| Enseignement privé  |                    |                              |

|                     | Écoles maternelles                                           | Écoles primaires                                                       |
| Enseignement public | Ecole maternelle Eliane Clarke Ecole maternelle Jean Anselme | École élémentaire Clair Saint-Maximin École élémentaire Omer Arrondell |
| Enseignement privé  |                                                              |                                                                        |

## Enseignement secondaire

### Collèges
|                     | Quartier de Marigot   | Quartier de Concordia       | Quartier de Grand-Case              | Quartier de Cul-de-Sac                | Quartier d'Orléans            |
| Enseignement public |                       | Collège du Mont des Accords | Cité Scolaire Robert WEINUM Collège | Collège Soualiga Weinum Cité scolaire | Collège de Quartier d'Orléans |
| Enseignement privé  | École Jacques Roumain | École Victor Schœlcher      | Collège René Descartes              |                                       |                               |

### Lycées
|                     | Quartier de Concordia  | Quartier de Grand-Case          |
| Enseignement public | LPO Daniella Jeffry    | LGT Robert WEINUM Cité scolaire |
| Enseignement privé  | École Victor Schœlcher | Lycée René Descartes            |

Au début des années 1970, à la demande locale, une partie des locaux de l’École Primaire du Centre (devenue ensuite école Nina Duverly) était mis à la disposition du Lycée de Baimbridge (situé aux Abymes) pour la création de "l’annexe de Saint-Martin". L'année scolaire 1977-78 marque la création du poste de proviseur et la reconnaissance du lycée en tant qu’unité d’enseignement. En 1988, René Ferrié, alors proviseur du lycée d'enseignement professionnel de Saint-Martin, signe un schéma prévisionnel des formations initiales. C’est cette analyse qui a permis la réalisation de nouveaux locaux en 1991 pour le lycée professionnel, devenu peu d’années après, Lycée Polyvalent des Iles du Nord dans le quartier de Concordia.
Le Lycée polyvalent des Îles du Nord a été le seul lycée public de Saint-Martin et de Saint-Barthélemy jusqu’à la rentrée scolaire 2015. Il disposait d'une section d'enseignement général et d'une section d'enseignement professionnel (SEP). Depuis la création administrative de la Cité Scolaire Robert Weinum en septembre 2015 et son ouverture à son personnel et aux élèves en janvier 2016 (officiellement inaugurée en juillet 2016), l’enseignement général et technologique se situe dans ce dernier alors que le LPO est redevenu un lycée professionnel.
À l'issue de sa première année partielle d'exercice, le LGT Robert Wenium réussira tout de même a décrocher la première place du palmarès 2017 des lycées Le Parisien "Avec un taux de réussite de 95 % et cumulant 28 points de «valeur ajoutée»".  En 2021 et 2022, ce lycée se classera respectivement à la 1re place à nouveau puis à la 10e position du palmarès,. 
Ce palmarès souhaite mettre en valeur les lycées qui font le plus progresser leurs élèves via le total des valeurs ajoutées : quels sont les lycées qui accompagnent le plus leurs élèves de la seconde au bac, et qui leur font obtenir leur Bac avec une réussite supérieure à la moyenne dans un contexte social équivalent (selon structure socio démo et notes du brevet). Ces indicateurs offrent en cela une analyse plus fine que le taux de réussite au baccalauréat qui ne permet pas d’apprécier le caractère plus ou moins sélectif des établissements et le parcours scolaire des élèves depuis leur entrée au lycée jusqu’au baccalauréat.